# 兵庫県道408号霧滝村岡線
兵庫県道408号霧滝村岡線（ひょうごけんどう408ごう きりたきむらおかせん）は、兵庫県美方郡新温泉町から美方郡香美町に至る一般県道である。

## 概要
美方郡新温泉町岸田から美方郡香美町村岡区長板に至る。

### 路線データ
- 起点：美方郡新温泉町岸田（鳥取県道・兵庫県道103号若桜湯村温泉線交点）
- 終点：美方郡香美町村岡区長板（国道482号交点）
- 総延長：15.998 km
- 通行不能区間：美方郡新温泉町岸田 - 美方郡香美町村岡区柤岡

## 地理

### 通過する自治体
- 美方郡新温泉町
- 美方郡香美町

### 交差する道路
| 交差する道路                          | 市町村名 | 市町村名 | 交差する場所 | 交差する場所 |
| ------------------------------------- | -------- | -------- | ------------ | ------------ |
| 鳥取県道・兵庫県道103号若桜湯村温泉線 | 美方郡   | 新温泉町 | 岸田         | 起点         |
| 国道482号                             | 美方郡   | 香美町   | 村岡区長板   | 終点         |

### 沿線
- 熊波川